# マリリン・スミス
マリリン・ルイズ・スミス（Marilynn Louise Smith、1929年4月13日 - 2019年4月9日）はアメリカ合衆国の女子プロゴルファー。1950年のLPGA創設に貢献した13人のうちの一人。LPGAツアーで2つのメジャー大会を含み21勝した。世界ゴルフ殿堂メンバー。

## アマチュア時代の成績
カンザス州トピカで生まれ、12歳でゴルフを始めた。1946年から1948年まで、カンザス州アマチュア大会で3連勝した。1949年にはカンザス大学に所属し全米大学ゴルフ選手権の個人の部 (national individual intercollegiate golf championship) で優勝した。

## プロとしての成績
1949年にプロ転向し、スポルディング社のスタッフに加わった。1950年のLPGA創立時には13人の創設者の一人に数えられた。1952年のフォートウエインオープンでプロ初優勝、最終的にはLPGAツアーで21勝し、その中には2つのメジャー大会（1963年及び1964年の女子タイトルホルダーズ選手権）が含まれる。1961年から1972年にかけて、年間賞金ランキングの10位以内に9回入り、1963年、1968年、1970年は4位だった。1963年にはLPGAによるその年に最も向上したプレーヤーとして表彰された。1958年から1960年にかけてはLPGAの会長も務めた。2006年6月、世界ゴルフ殿堂生涯貢献部門に選ばれ、同10月に殿堂入りした。
1973年に女性として初めて男子ゴルフのテレビ放送にスタッフとして加わった。
2019年4月9日、ファウンダーズカップインフェニックス大会 (Founders Cup in Phoenix) の週に転倒し、感染症による合併症で死亡。90歳の誕生日の4日前だった。

## プロでの優勝（23勝）

### LPGAツアー優勝（21勝）
- 1954 （1）フォートウェインオープン
- 1955 （2）ハートオブアメリカオープン、マイルハイオープン
- 1958 （1）ジャクソンビルオープン
- 1959 （1）メンフィスオープン
- 1962 （2）サンシャインオープン、ウォータールーオープン
- 1963 （4）タイトルホルダーズ選手権、ピーチブロッサムオープン、ユージーンレディースオープン、キャバーンシティオープン
- 1964 （2）タイトルホルダーズ選手権、アルバカーキプロアマ
- 1965 （1）ピーチブロッサムオープン
- 1966 （2）サンクトペテルブルク女子オープン、ルイーズサグスデルレイビーチインビテーショナル
- 1967 （2）サンクトペテルブルクオレンジクラシック、ベーブザハリアスオープン
- 1968 （1）オサリバンオープン
- 1970年（1）女子ゴルフチャリティーズオープン
- 1972 （1）パブストレディースクラシック

LPGAメジャー大会は太字で示される。

### その他の勝利（2勝）
- 1957年 ホットスプリングス4ボール（フェイ・クロッカーと）
- 1962年 ナポリプロアマ（ミッキー・ライトと）

## メジャー大会

### 優勝（2勝）
| 年     | 大会名                   | 優勝スコア              | 2位との差   | 準優勝           |
| ------ | ------------------------ | ----------------------- | ----------- | ---------------- |
| 1963年 | タイトルホルダーズ選手権 | E（72-75-69-76 = 292）  | プレーオフ1 | ミッキー・ライト |
| 1964年 | タイトルホルダーズ選手権 | +1（73-66-77-73 = 289） | 1打         | ミッキー・ライト |

1 18ホールのプレーオフで、スミス72、ライト73